# ジョン・スペンサー (俳優)
ジョン・スペンサー（John Spencer, 1946年12月20日 - 2005年12月16日）はアメリカ合衆国の俳優。

## 略歴
ニューヨーク市で生まれ、ニュージャージー州トトワで育つ。 高校卒業後、フェアリー・ディキンソン大学に進むが卒業はせず 、俳優としての活動を始め、テレビの『パティ・デューク・ショウ』で初めての役を演じる。その後はウェイターとして働きながら地方劇団の舞台に立ち、演技経験を積んでいく。
1981年、ベトナム退役兵士を描いたオフ・ブロードウェイの舞台Still Lifeでオビー賞を受賞。 
1983年に『ウォー・ゲーム』で映画デビューした後、松田優作の遺作となった『ブラック・レイン』を始め、『シー・オブ・ラブ』などに出演。
1990年、スペンサー本人も「分水嶺となった役」と呼ぶ『推定無罪』で、ハリソン・フォード演じる主人公に協力する刑事役を演じ、注目を浴びる。同年からテレビドラマ『L.A.ロー 七人の弁護士』にもレギュラー出演。以後、『ザ・ロック』、『コップランド』、『交渉人』などに出演、個性的な性格俳優として、政府高官や警官、軍幹部などのやや堅い役柄を演じた。 
1999年にスタートし、人気テレビドラマとなった『ザ・ホワイトハウス』にレオ・マクギャリー首席補佐官役で出演、レオ役で、2002年には、第54回エミー賞の助演男優賞を受賞した。 
『ザ・ホワイトハウス」第7シーズン出演中の2005年12月16日、59歳の誕生日をむかえる4日前に心臓発作のためロサンゼルスの病院で死去。58歳没。
『ザ・ホワイトハウス』第7シーズンは既に放送が開始されていたが、スペンサーの急逝でストーリーが変更されることとなった。同作に主演したマーティン・シーンは、英誌に掲載されたインタヴューで、スペンサーなくしてドラマを続けることは不可能だったと述べ、同作におけるスペンサーの存在の大きさを語っている。

## 私生活
70年代に一度結婚したが離婚、以後、死去するまでPatricia Marianoと暮らしていた。下積み時代には薬物とアルコール中毒に苦しんだが回復している。
ニューヨーク生まれで、自身は「ニューヨーカー」であるとして、仕事の拠点がロサンゼルスに移り、そちらに居を移してもニューヨークの住まいを手放そうとしなかった。幼少時より、ガーデニングが趣味で、ベル・エアの自宅の庭でバラやライラックを育てていた。

## 出演作品

### 映画
| 公開年 | 邦題 原題                                                  | 役名                          | 備考           |
| ------ | ---------------------------------------------------------- | ----------------------------- | -------------- |
| 1983   | 探偵ブレナン/麻薬ルートを捜せ! Cocaine and Blue Eyes       | ジョーイ・クロフォード        | テレビ映画     |
| 1983   | ウォー・ゲーム WarGames                                    | ジェリー（ICBM発射担当士官）  |                |
| 1985   | プロテクター The Protector                                 | コーのパイロット              |                |
| 1985   | 恋人たちの合鍵 Key Exchange                                | Record Executive              | 日本劇場未公開 |
| 1987   | ギャングランド/カポネが最も恐れた男 The Verne Miller Story | ジョージ・サリー              |                |
| 1987   | ウォンテッド・ハイスクール/あぶない転校生 Hiding Out       | バーキー                      |                |
| 1989   | ネバダ・ミステリー/静けさは危険な香り Far from Home        | テレビ伝道師                  |                |
| 1989   | シー・オブ・ラブ Sea of Love                               | 警部補                        |                |
| 1989   | ブラック・レイン Black Rain                                | オリヴァー                    |                |
| 1990   | 推定無罪 Presumed Innocent                                 | リップランザー                |                |
| 1990   | グリーン・カード Green Card                                | ハリー                        |                |
| 1992   | ナイト・トラップ In the Arms of a Killer                   | ヴィンセント・キューザック    | テレビ映画     |
| 1995   | 彼と彼女の第2章 Forget Paris                               | ジャック                      |                |
| 1995   | カフェ・ソサエティ/背徳の群れ Cafe Society                 | レイ                          | 日本劇場未公開 |
| 1996   | ザ・ロック The Rock                                        | ジェームズ・ウォマックFBI長官 |                |
| 1996   | アルビノ・アリゲーター Albino Alligator                    | ジャック                      |                |
| 1997   | コールド・ハート Cold Around the Heart                     | マイク                        | 日本劇場未公開 |
| 1997   | コップランド Cop Land                                      | レオ・クラスキー              |                |
| 1998   | トワイライト 葬られた過去 Twilight                         | フィル・イーガン              | 日本劇場未公開 |
| 1998   | 交渉人 The Negotiator                                      | アル・トラヴィス              |                |
| 1999   | ラビナス Ravenous                                          | スローソン将軍                |                |

### テレビシリーズ
| 放映年    | 邦題 原題                                                   | 役名                         | 備考                                          |
| --------- | ----------------------------------------------------------- | ---------------------------- | --------------------------------------------- |
| 1986      | 特捜刑事マイアミ・バイス Miami Vice                         | リー・アトキンス             | シーズン3 第5話 "善良な学生"                  |
| 1986      | 私立探偵スペンサー Spenser: For Hire                        | ジョー・モラン               | シーズン2 第7話 "Home Is the Hero"            |
| 1988      | アズ・ザ・ワールド・ターンズ As the World Turns             | ドン・ウェスト               |                                               |
| 1990      | H・E・L・P/ハーレム特殊救助隊 H.E.L.P.                      | ヴァレリー                   | 2エピソード                                   |
| 1990      | ロー&オーダー Law & Order                                   | ハワード・モートン           | シーズン1 第1話 "Prescription for Death"      |
| 1990-1994 | L.A.ロー 七人の弁護士 L.A. Law                              | Tommy Mullaney               | 83エピソード                                  |
| 1996      | FXザ・シリーズ F/X: The Series                              | カール・スコフィールド       | シーズン1 第3話 "パワー・プレイ"              |
| 1997      | 新スーパーマン Lois & Clark: The New Adventures of Superman | ハンク・ランドリー           | シーズン4 第12話 "新たなるリーサル・ウェポン" |
| 1999-2006 | ザ・ホワイトハウス The West Wing                            | レオ・マクギャリー首席補佐官 | 155エピソード 2002年エミー賞助演男優賞 受賞   |
| 1999      | 新アウターリミッツ The Outer Limits                         | ウォリス・サーマン           | シーズン5 第13話 "Summit"                     |

### コンピュータゲーム
| 発売年 | 邦題 原題                               | 役名                 | 備考     |
| ------ | --------------------------------------- | -------------------- | -------- |
| 1996   | Wing Commander IV: The Price of Freedom | Captain Hugh Paulsen | 声の出演 |

## 参考・関連記事
1. 1 2  Lee, Jennifer. " Obituary: John Spencer, 'West Wing' actor", International Herald Tribune, December 19, 2005. Accessed June 9, 2007
2. 1 2 3 4  . https://www.nytimes.com/2005/12/19/world/americas/19iht-web.1219obitspen.html
3. ↑  “「ザ・ホワイトハウス」のジョン・スペンサー、死去”. シネマトゥデイ. (2005年12月19日) 2012年12月10日閲覧。
4. ↑  "Spencer's Death Signaled The End Of 'The West Wing,' Says Martin Sheen"